# Eugène Ortolan
Eugène Ortolan, né le 1er avril 1824 à Paris et mort dans la même ville dans le 5e arrondissement le 11 mai 1891, est un juriste, diplomate et compositeur français.

## Biographie
Eugène Ortolan vient d'une famille de juristes. Son grand-père était juge de paix à Toulon, son père Joseph-Louis-Elzéar Ortolan, procureur et professeur à la faculté de droit de Paris. Son oncle Jean-Félicité-Théodore Ortolan était un expert en droit maritime.
Eugène Ortolan commence, par tradition familiale, une carrière juridique, même si ses goûts le portent surtout vers la musique. Il mène de front des études de droit à Paris, où il obtient son doctorat, et des études de musique au Conservatoire de Paris. Élève d’Halévy pour le contrepoint, et de Berton pour la composition, entre ses deux licences de droit, il se présente en 1845 au concours de composition musicale de l’Institut de France et remporte le premier Second Grand Prix de Rome, seule récompense décernée cette année-là. Le poème choisi était Imogine de Vieillard (scène à 3 voix). 
En 1849, après son doctorat en droit international, il est employé au ministère des Affaires étrangères. Il fait de nombreux voyages à l'étranger dans le service diplomatique, principalement en Belgique et en Russie. Il termine sa carrière comme consul général en Australie. Il revient en France en 1881 et prend sa retraite en 1884.
Il meurt en son domicile, 3 rue Soufflot en 1891.

## Œuvres

### Musique
En raison de sa carrière diplomatique, Eugène Ortolan a peu composé.
- Quelques mélodies, qualifiées par François-Joseph Fétis « d’un joli tour et d’un heureux caractère »
- Des morceaux symphoniques
- Un oratorio, Tobie, écrit sur un poème de Léon Halévy (Versailles, le jeudi saint 16 avril 1867)
- L’opéra-comique en deux actes Lisette (Théâtre-Lyrique du boulevard du Temple, 10 avril 1855)
- L’opérette en un acte La Momie de Roscoco ( Bouffes-Parisiens, 27 juillet 1857)

### Droit
- Des Moyens d'acquérir le domaine international, ou propriété d'État entre les nations d'après le droit des gens public, Paris, Amyot, 1851 (BNF 31041640)